# Fosse Trou Martin
La fosse Trou Martin ou Saint-Martin de la Compagnie des mines d'Anzin est un ancien charbonnage du Bassin minier du Nord-Pas-de-Calais, situé à Vieux-Condé. Bien que conçue depuis de nombreuses années, les travaux de la fosse Trou Martin ne commencent que le 20 juillet 1803. Le terril no 193, Trou Martin, est situé sur le carreau de fosse. Celle-ci produit une houille de mauvaise tenue, si bien qu'elle a été en activité par intermittences, notamment lors des périodes de cherté des houilles. En 1842, un débouché est trouvé pour ses produits, grâce à un mélange effectué au rivage de Vieux-Condé avec ceux de la fosse Vieille Machine. La fosse reprend un peu d'activité dans les années 1870, mais elle est affectée au retour d'air et au service de la fosse Vieux-Condé à partir de 1891, et lui est liée jusqu'à sa fermeture. Des cités sont bâties à proximité de la fosse.
La Compagnie des mines d'Anzin est nationalisée en 1946, et intègre le Groupe de Valenciennes. Des habitations supplémentaires, de plain-pied, sont construites. La fosse ferme le 9 septembre 1969 et le puits est comblé le mois suivant. Les installations sont ensuite détruites.
Un lotissement est construit sur le carreau de fosse. Au début du XXIe siècle, Charbonnages de France matérialise la tête de puits Trou Martin. Le terril, presque indécelable, est un espace vert. Les cités ont été rénovées.

## La fosse

### Fonçage
La fosse Trou Martin est une des premières fosses creusées après la Révolution française, elle est commencée le 20 juillet 1803. Elle devait initialement s'appeler Saint-Martin, puisqu'elle a été conçue avant la révolution, elle portait le nom du saint patron de la paroisse. Le terrain houiller est atteint à la profondeur de 38 mètres.

### Exploitation
Alors qu'il est terminé, le puits est en chômage pendant plus d'un an. Lorsque l'exploitation reprend, elle a lieu au niveau de 89 toises (158 mètres) de profondeur, dans des veines déjà exploitées dans le secteur : Huit Paumes, Neuf Paumes et Escaille. L'approfondissement du puits est préparé en 1804, celui-ci est réalisé en une seule passe de 88 mètres, ce qui est sans précédent à l'époque.
L'ancienne machine d'extraction est remplacée par une nouvelle du type Edward en 1822. La Compagnie d'Anzin en a acquis le brevet en 1817, ce qui lui permet d'équiper quatorze fosses de ces machines à vapeur à haute pression. À la profondeur de 219 mètres, un accrochage moderne est mis en place, capable de donner autant de charbon que cette machine pourrait en extraire. Se pose alors le problème de l'écoulement des produits. Ceux de la fosse du Trou Martin s'exfolient, lorsqu'ils sont exposées au jour. La fosse est alors « mise en veilleuse » durant des périodes plus ou moins longue, le travail n'est pas régulier, par conséquent, le personnel émigre, ce qui n'est pas sans poser de problème lorsque la reprise s'amorce en 1837, lors de la période de cherté des houilles.

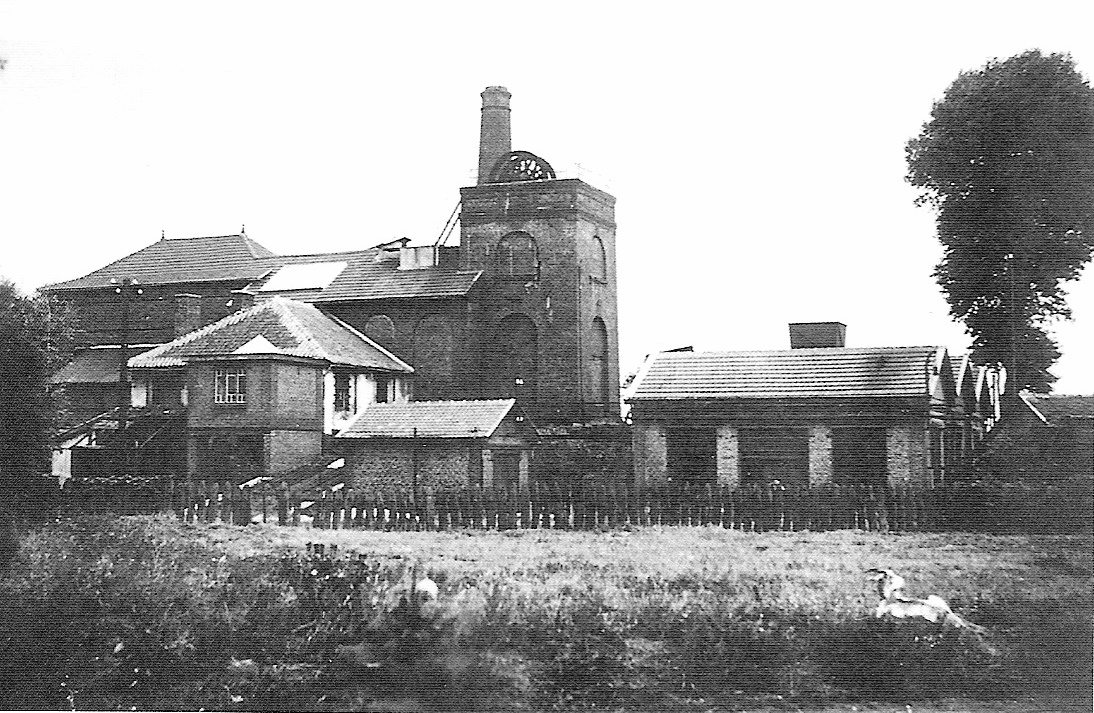
La fosse Trou Martin vers 1900.

Un nouvel étage d'extraction est ouvert à la profondeur de 280 mètres en 1839. La période la plus prospère de la fosse Trou Martin se situe vers 1842. Un mélange est réalisé au rivage de Vieux-Condé en incorporant les produits de la fosse du Trou Martin avec ceux de la fosse Vieille Machine, reconnus comme étant d'une qualité exceptionnelle.
Les veines Six Paumes et Masse sont exploitées à partir de 1846 à l'étage de 303 mètres. La fosse est très lourdement handicapée à cause du mode d'expédition de ses produits, expédiés par tombereau à deux roues vers le rivage sur l'Escaut. Ainsi, lorsque la fosse Vieux-Condé a été mise en activité en bordure de l'Escaut, l'utilité de la fosse Trou Martin s'est avérée bien moindre, si bien qu'elle a été mise au chômage en 1863. Elle est alors tenue en réserve, et reprend de l'activité durant une autre période de cherté des houilles survenue au début des années 1870. Le puits est approfondi de 40 mètres en janvier 1874. Un étage a été amorcé à la profondeur de 345 mètres, mais celui-ci n'a jamais été mis en activité. Elle assure le retour d'air de la fosse Vieux-Condé depuis 1891. Le puits est approfondi à 407 mètres en 1911.
La Compagnie des mines d'Anzin est nationalisée en 1946, et intègre le Groupe de Valenciennes. La fosse du Trou Martin n'étant pas dotée de bains-douches, le personnel devrait alors se mettre en tenue dans ceux de la fosse Vieux-Condé, sise à 1 617 mètres au sud-est, et se rendre à la fosse du Trou Martin à bicyclette, et faire la manœuvre inverse en fin de poste. La fosse cesse son service et l'aérage le 9 septembre 1969, et le puits est comblé durant le mois de novembre. La fosse est restée ouverte pendant 166 ans.

### Reconversion
Un lotissement d'habitations de plain-pied est construit sur le carreau de fosse. Au début du XXIe siècle, Charbonnages de France matérialise la tête de puits Trou Martin. Le BRGM y effectue des inspections chaque année. Il ne reste rien de la fosse.

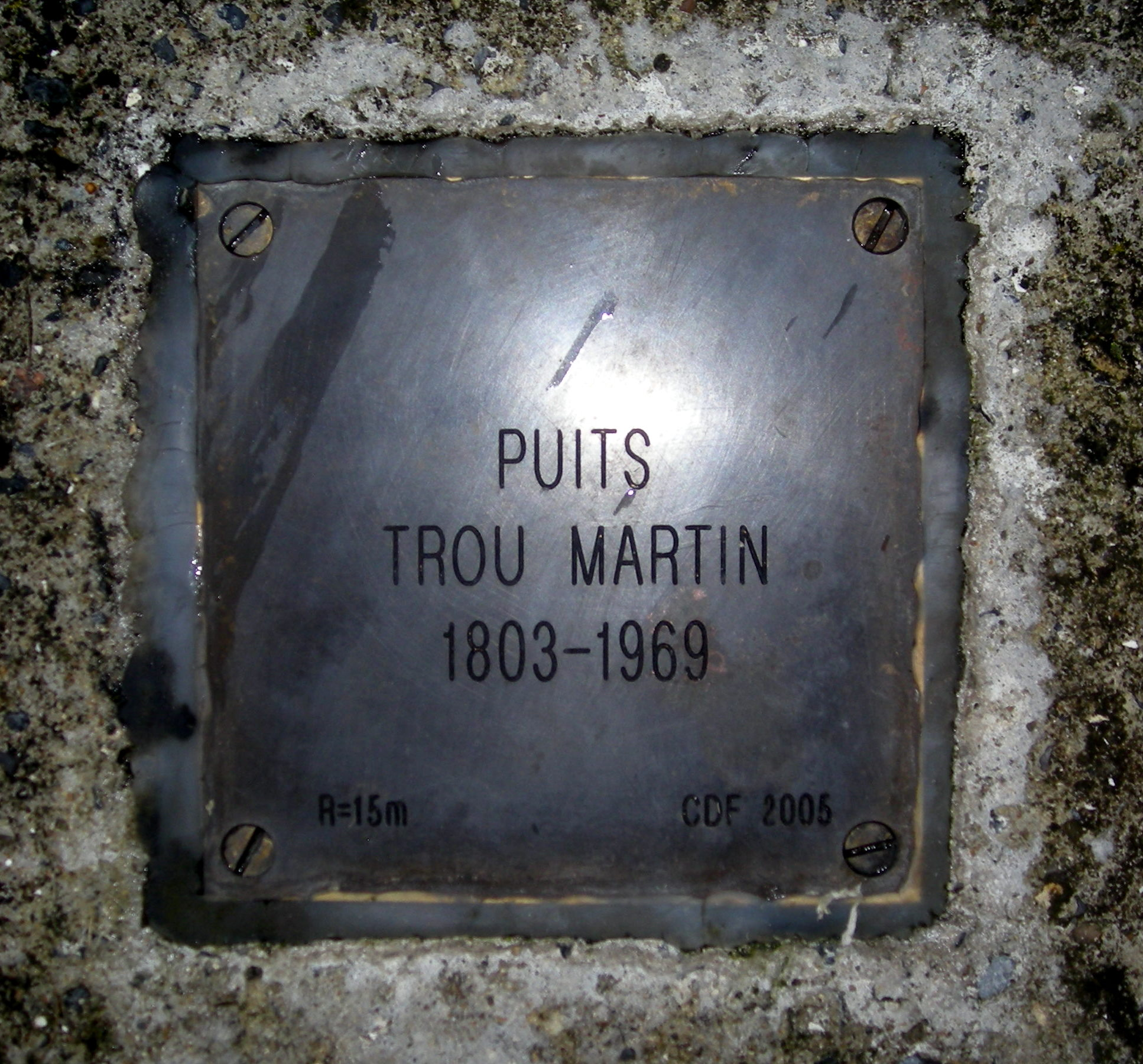
Puits Trou Martin, 1803-1969.
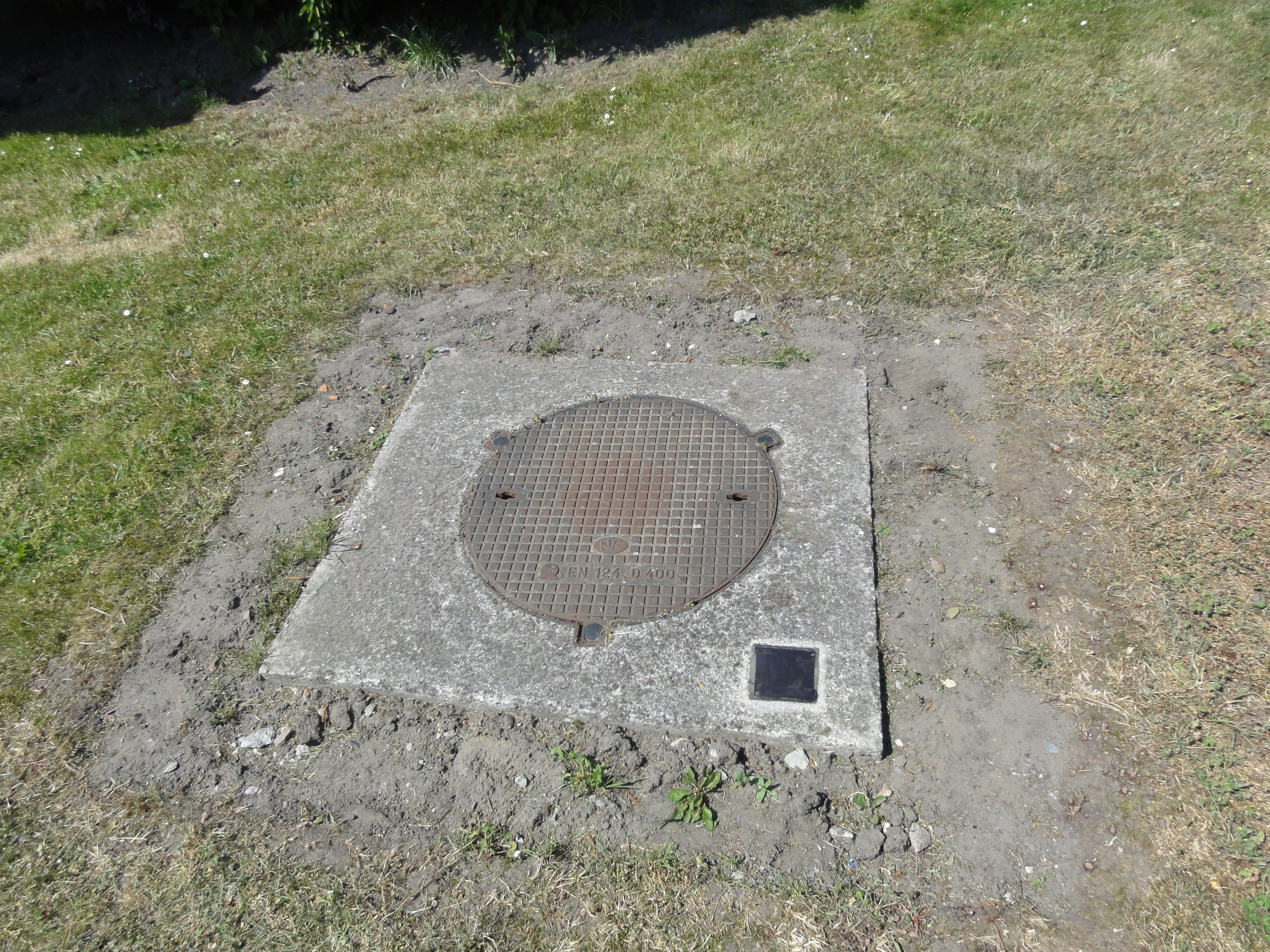
La tête de puits matérialisée.
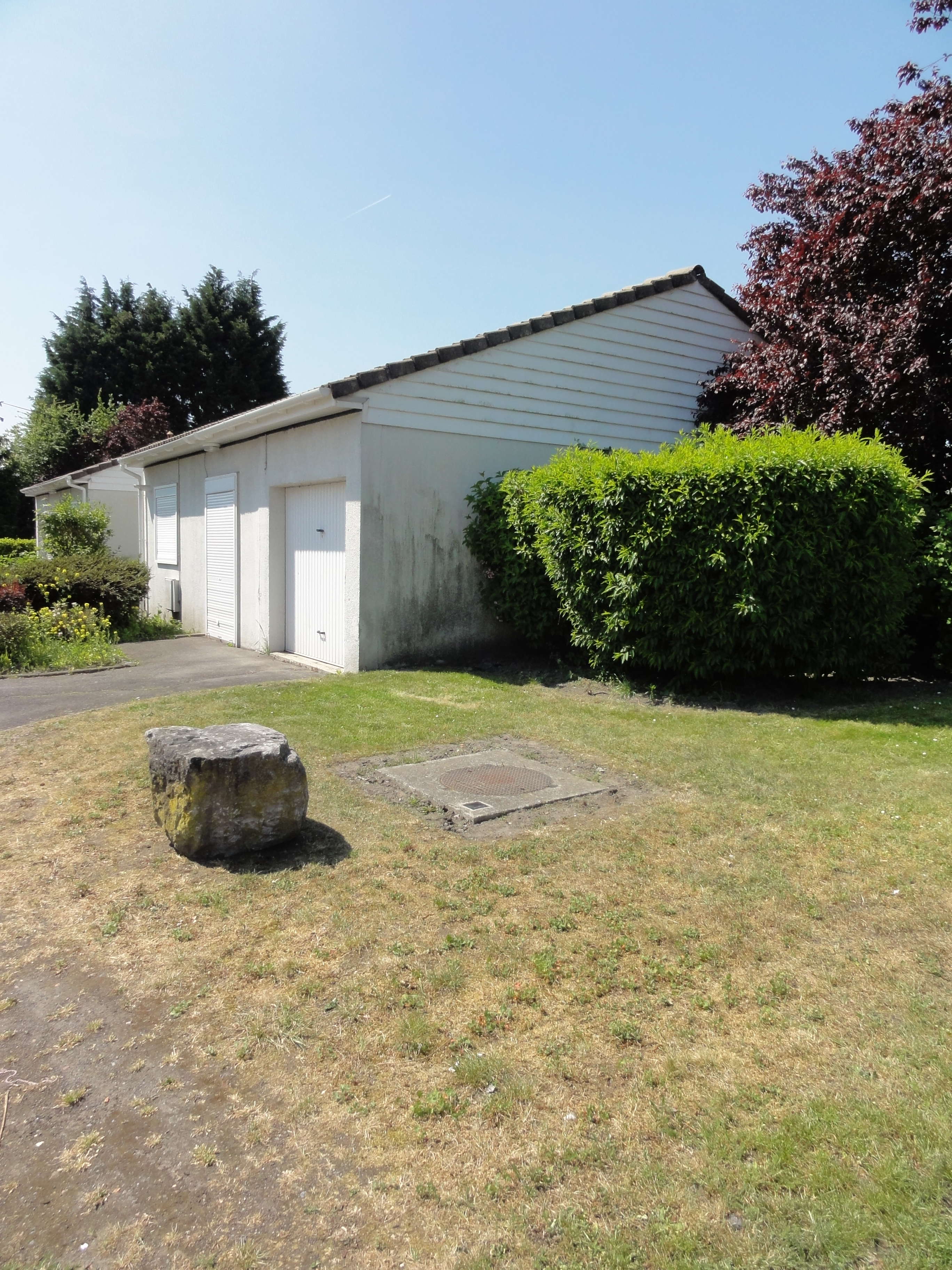
Le puits dans son environnement.
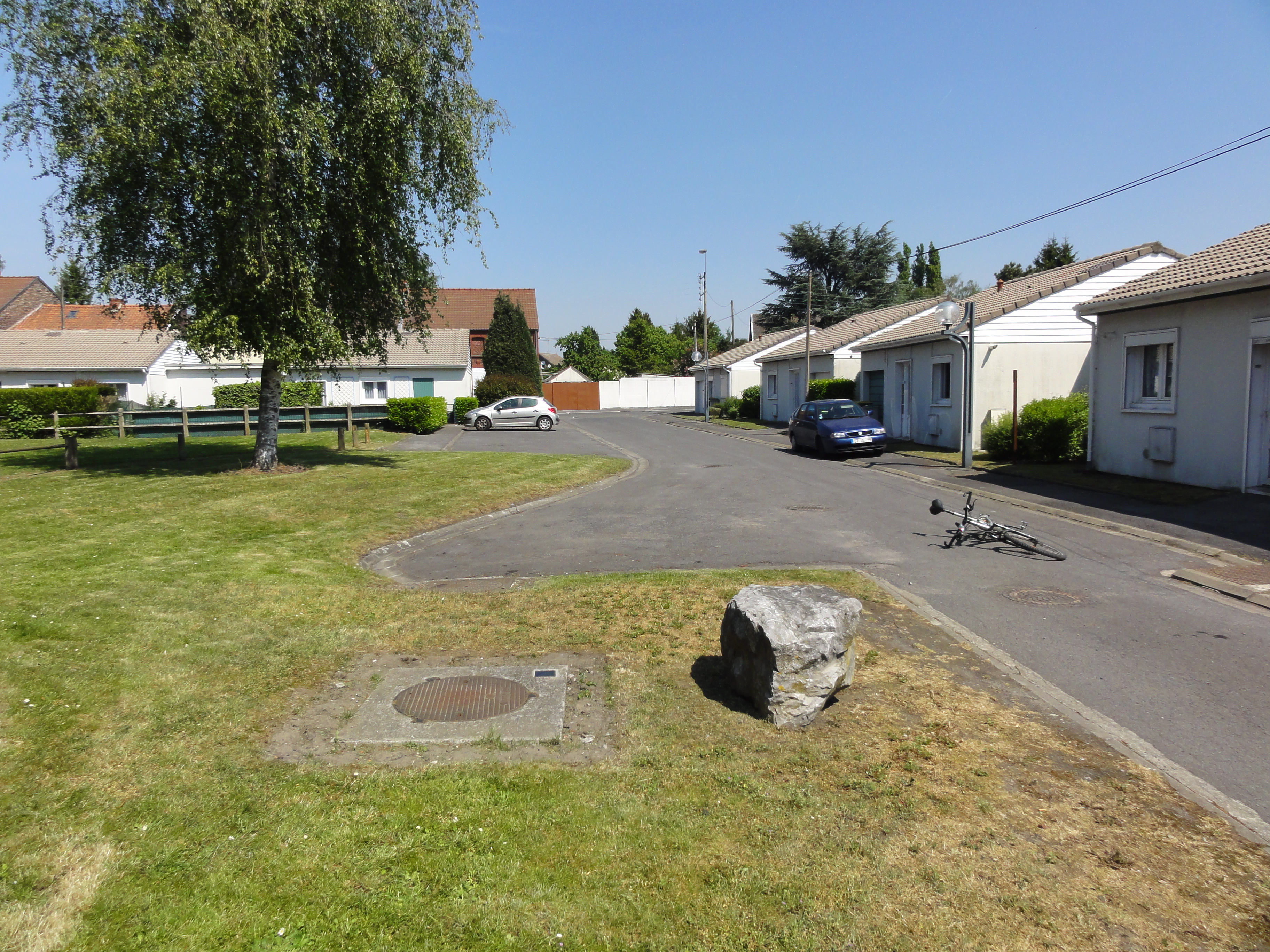
Le puits dans son environnement.
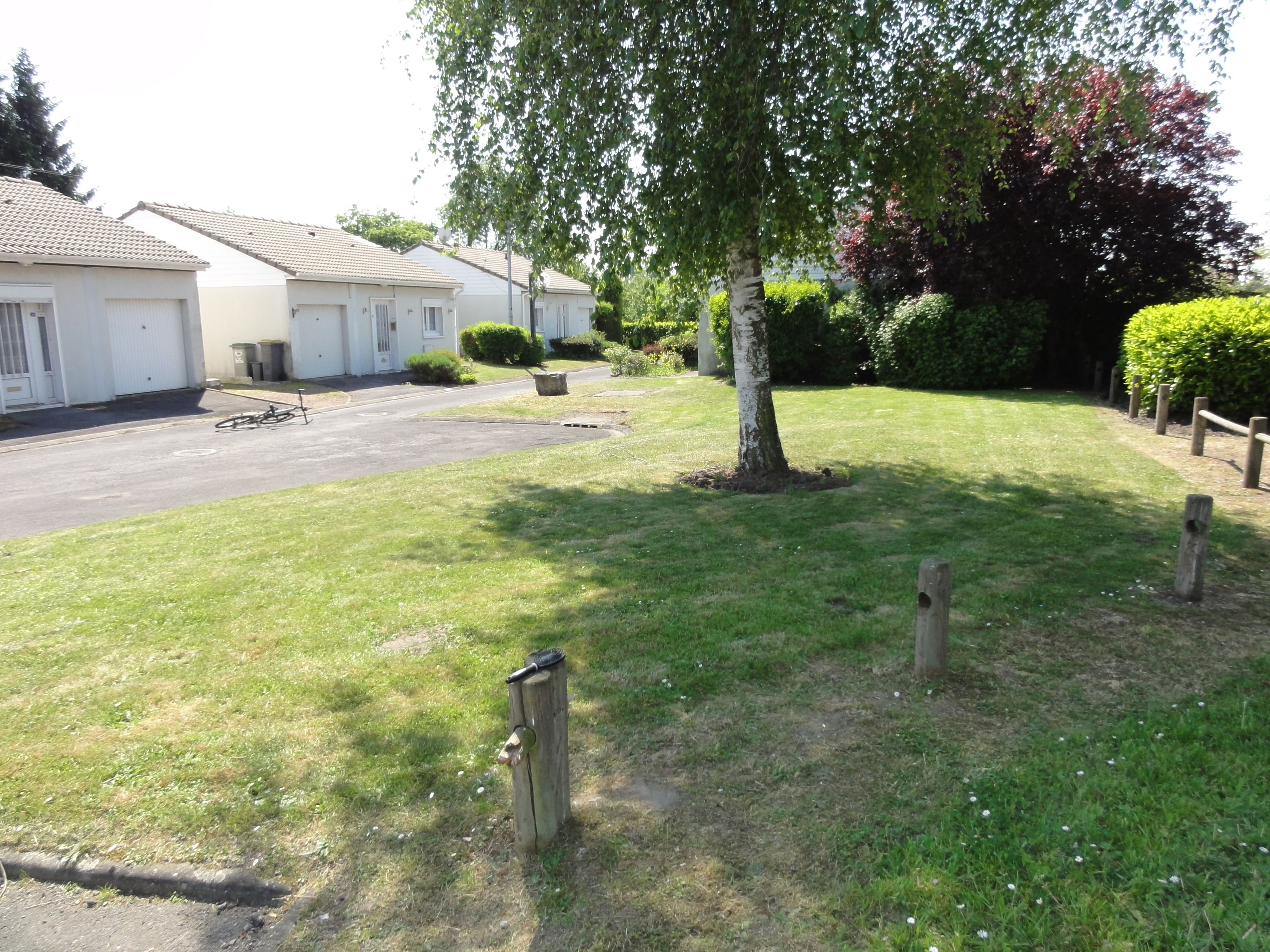
Le puits dans son environnement.
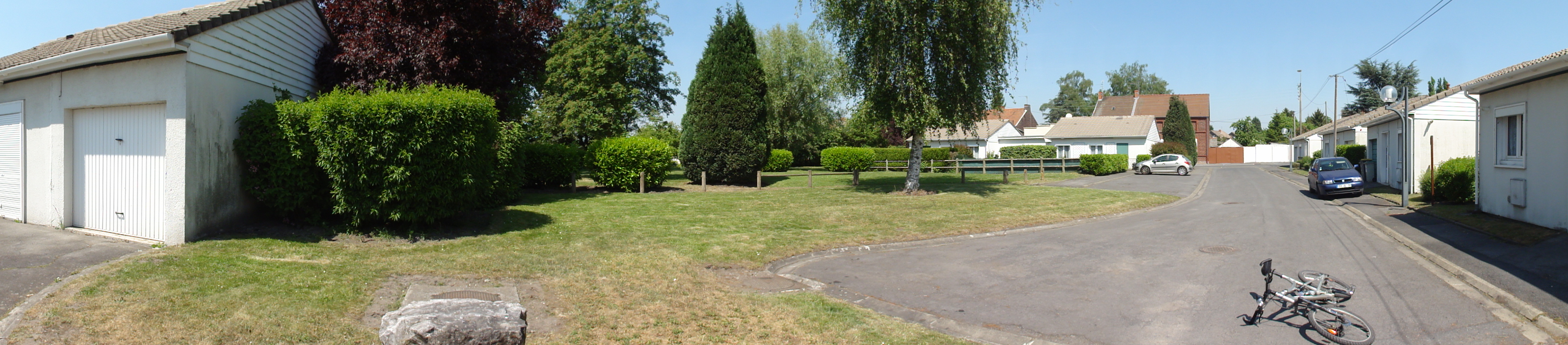
Le puits dans son environnement.

## Le terril

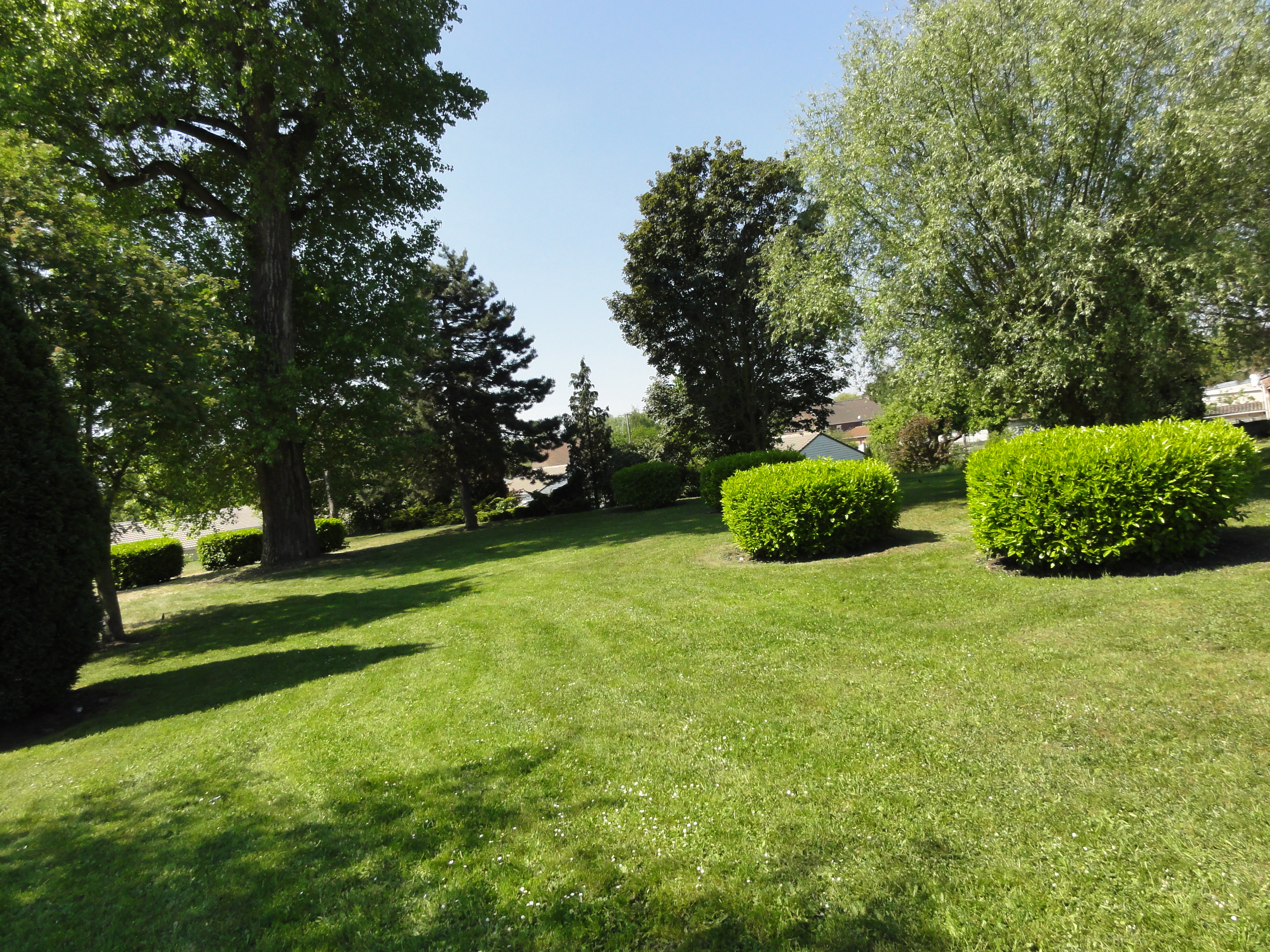
Le terril Trou Martin.

50° 27′ 44″ N, 3° 33′ 28″ E
Le terril no 193, Trou Martin, situé à Vieux-Condé, est le terril de la fosse Trou Martin des mines d'Anzin. Il est de très petites dimensions, et ne culmine qu'à cinq mètres,.

## Les cités
Des cités ont été bâties à proximité de la fosse.

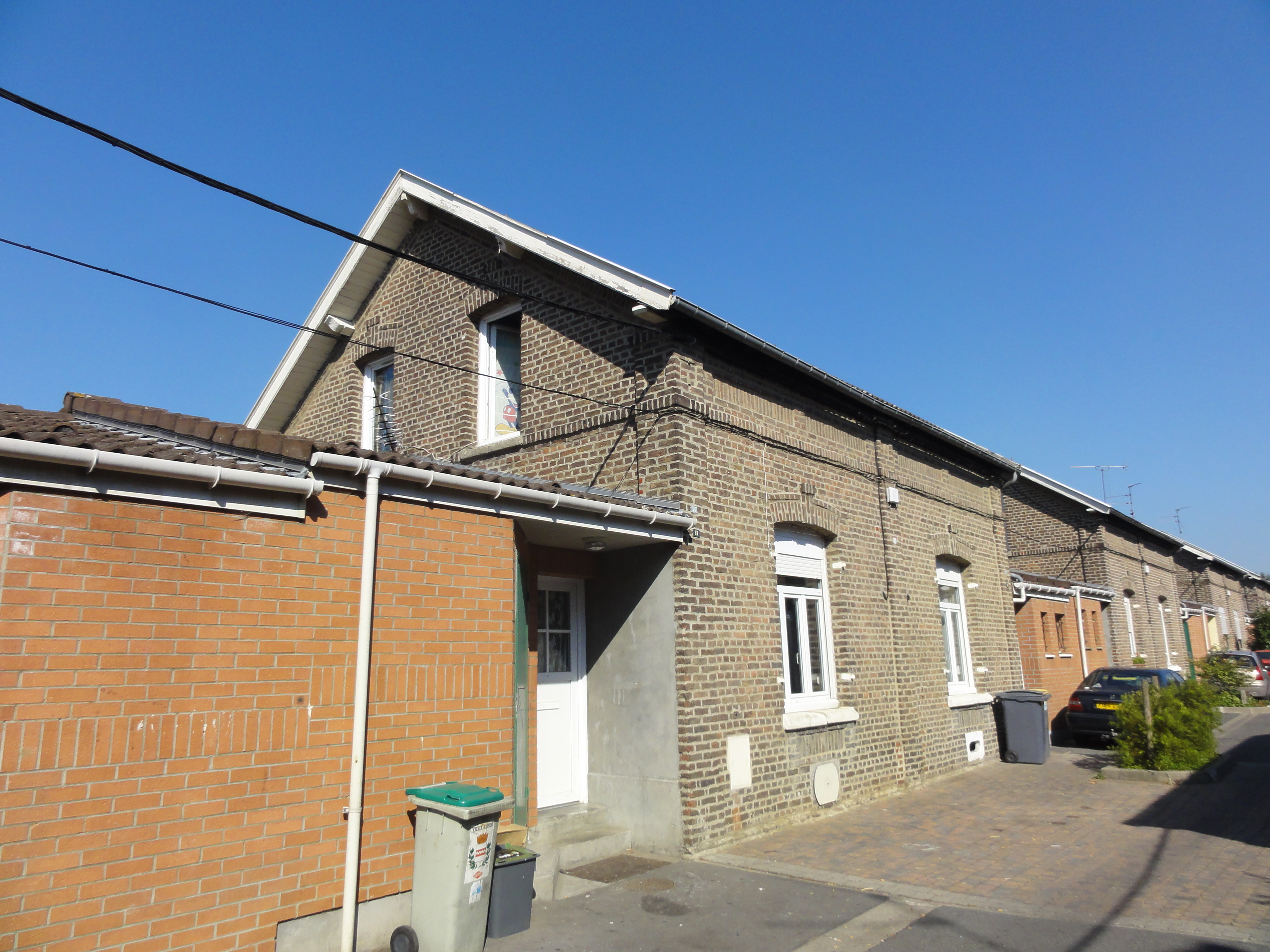
Des habitations groupées par deux.
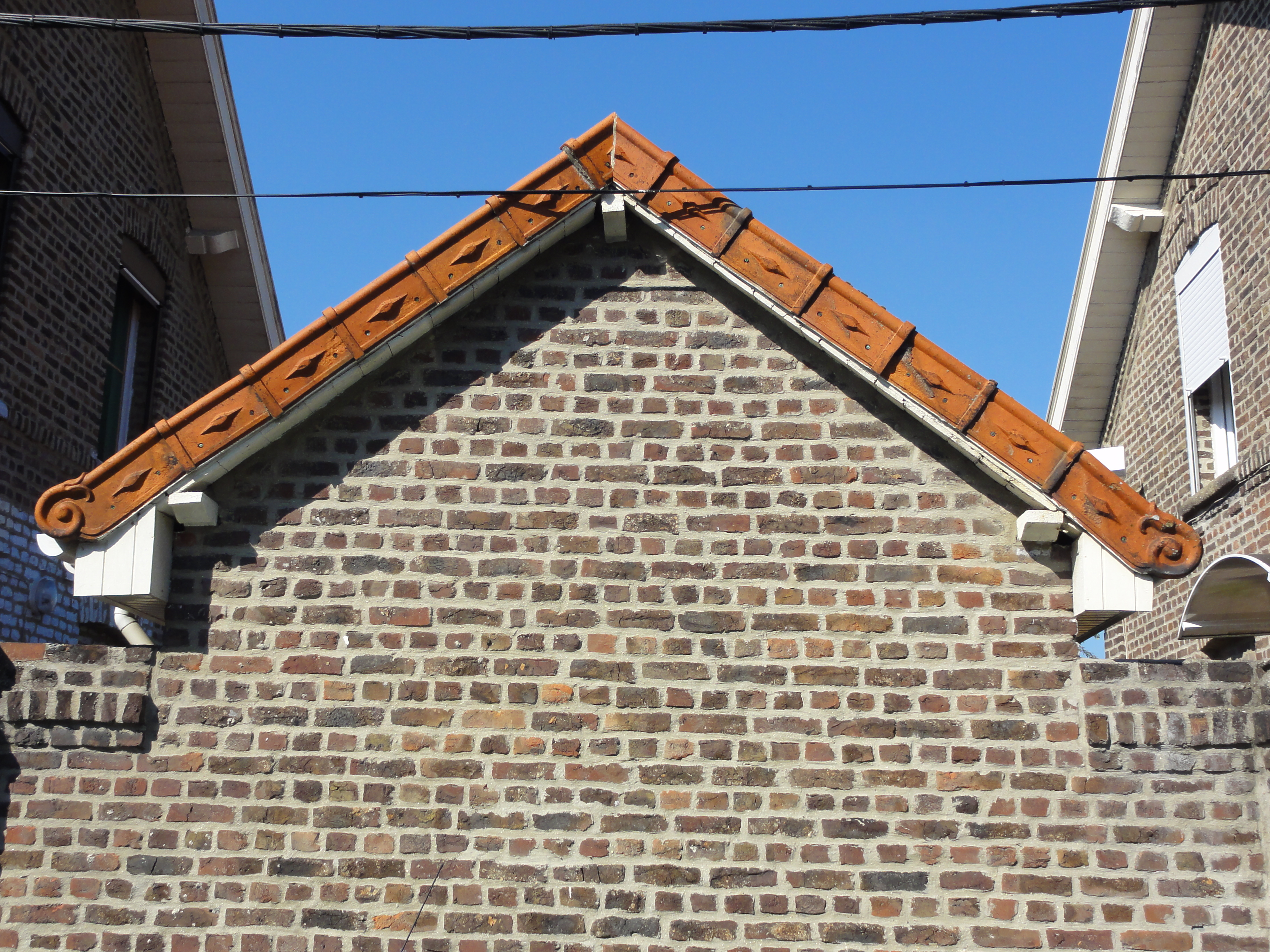
Des tuiles datant de la construction des maisons.
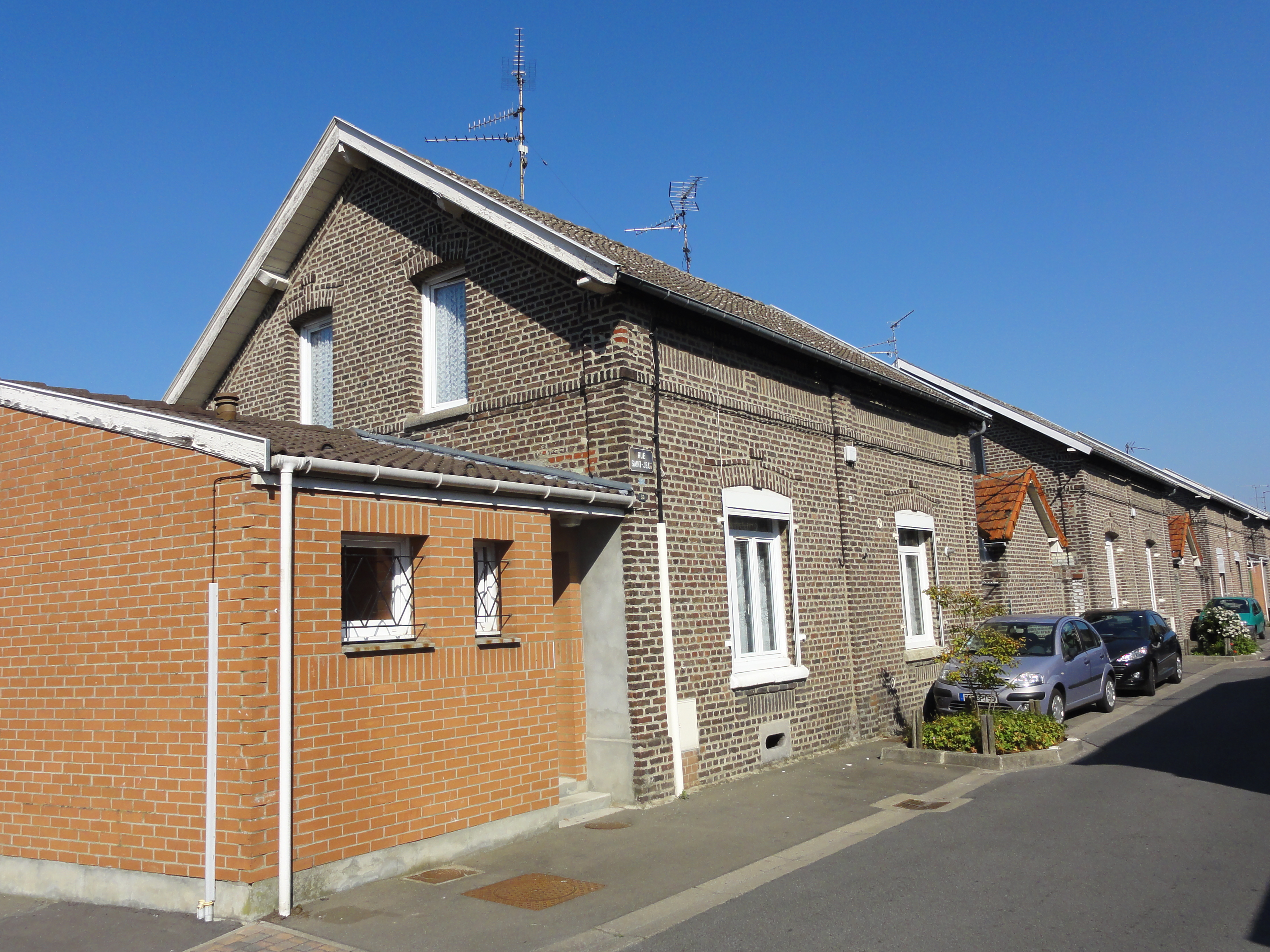
Des habitations et leurs extensions.
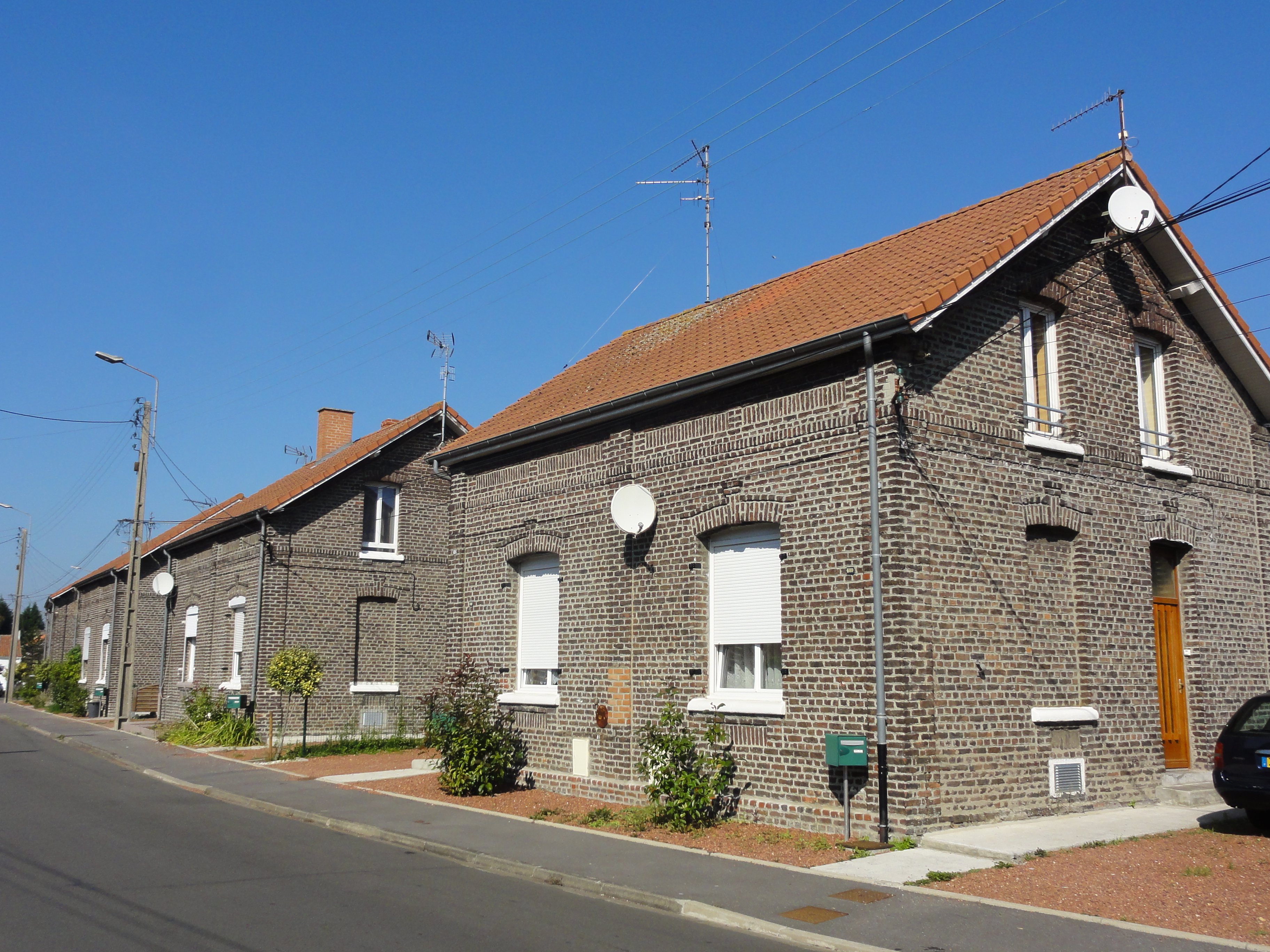
Un alignement d'habitations.
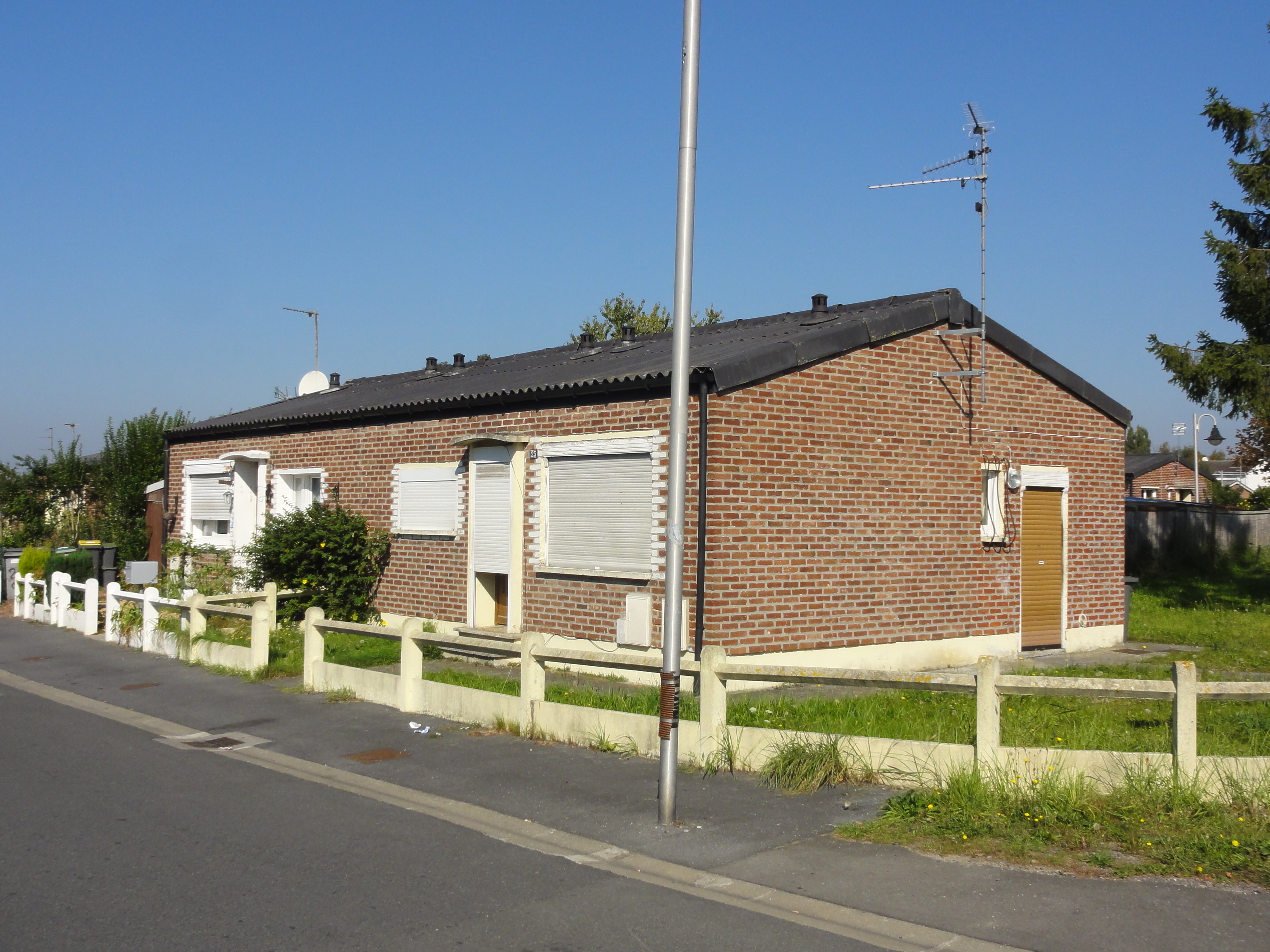
Des habitations post-Nationalisation groupées par deux.
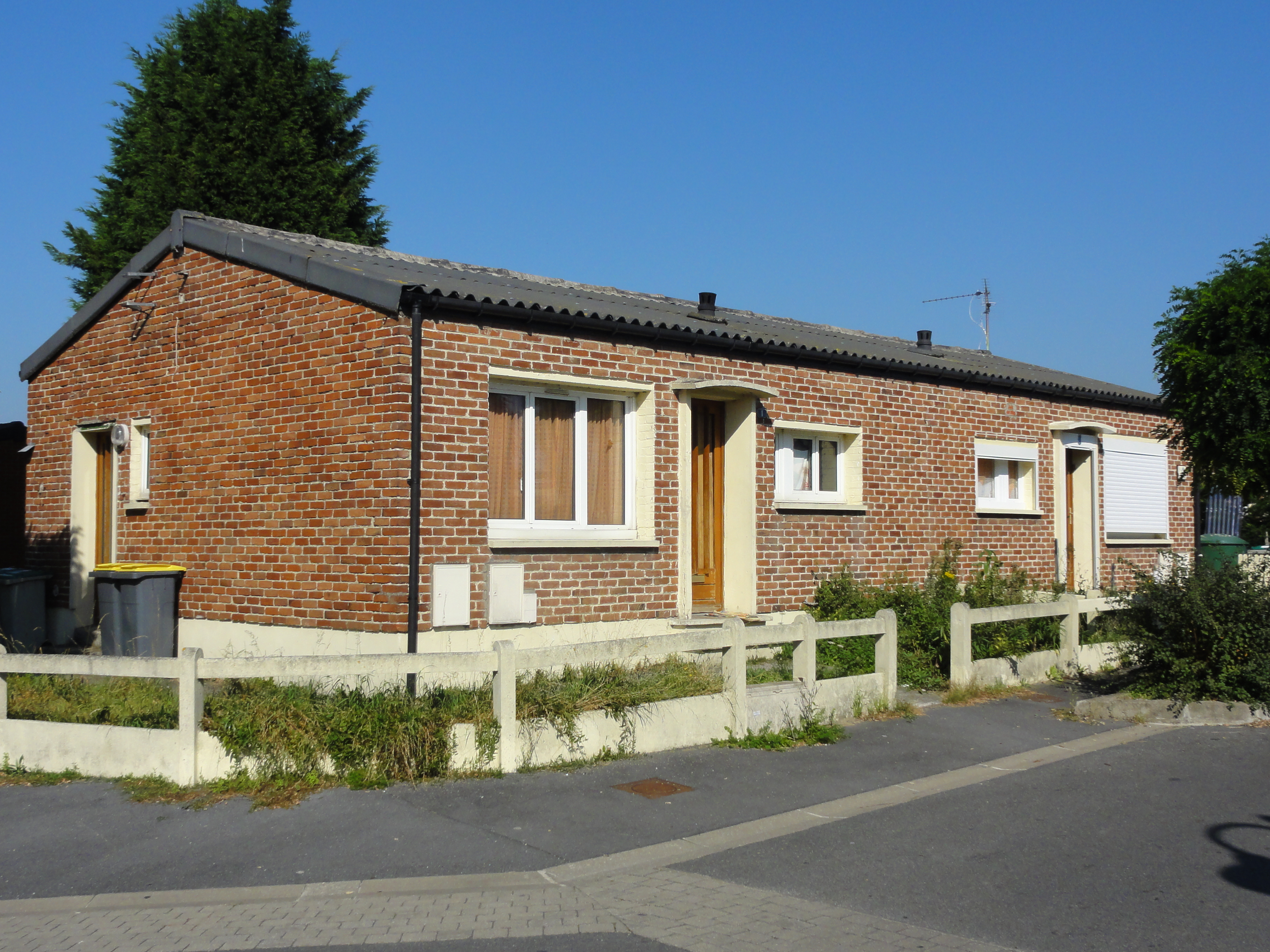
Des habitations post-Nationalisation groupées par deux.